# Georges Berguer
Georges Berguer (ur. 9 września 1873 w Les Eaux-Vives, zm. 13 sierpnia 1945 w Chêne-Bougeries) – szwajcarski duchowny ewangelicki, teolog, psycholog religii, wykładowca akademicki.

## Życiorys
Georges Berguer był synem polityka Ernesta Josepha Catona Berguera, członka większej rady Genewy (niem. Genfer Grosser Rat), oraz jego żony Marianne Henriette (z domu Brett); jego bratem był pastor Henri Berguer (1854–1937).
Studiował teologię na Uniwersytecie Genewskim; studia kontynuował na Uniwersytecie Edynburskim i Uniwersytecie Strasburskim. W 1908 roku uzyskał stopień doktora teologii po obronie rozprawy La notion de valeur: sa nature psychique, son importance en théologie.
Po otrzymaniu święceń kapłańskich w 1897 został proboszczem w Genewie, w latach 1898–1900 był wikariuszem w Lyonie, a następnie (1900) proboszczem w Le Petit-Saconnex (obecnie przedmieście Genewy) i w Genthod (1910).
Od 1908 wykładał psychologię religii na wydziale teologicznym Genewskiego Wolnego Kościoła Ewangelickiego. Zachęcony przez Théodore’a Flournoya i Édouarda Claparède’a poświęcił się tej dziedzinie nauki, interesował się m.in. zdrowiem psychicznym Jezusa (Quelques traits de la vie de Jésus: au point de vue psychologique et psychanalytique). Następnie (1928) rozpoczął nauczanie na Uniwersytecie Genewskim, od 1930 jako profesor zwyczajny.
Polemizował (1942) z Karlem Barthem (publikacja wykładu Pour le Dieu qui parle, contre ceux qui font parler leur dieu). Pośmiertnie (1946) opublikowano jego traktat Traité de psychologie de la religion.

## Wybrane publikacje
- L'éducation de la conscience de Pierre par Jésus de Nazareth: contribution à l'étude de la pédagogie du Christ. Genève: impr. Romet, 1896.
- Le jardin clos. Lausanne: G. Bridel, 1902.
- L'agnosticisme religieux. Lausanne: G. Bridel & Cie, 1905.
- La notion de valeur: sa nature psychique, son importance en théologie. Genève: Imprimerie Romet, 1908.
- Georges Berguer; Auguste Gampert: L'autorité religieuse et la Bible: problèmes d'éducation. Saint-Blaise: Foyer Solidariste, 1911.
- Cahiers de prédication genevoise réunis en volume. Genève: J.-H. Jeheber, 1913.
- Revue et bibliographie générales de psychologie religieuse. Février: Extrait des Archives de psychologie, 1914.
- Titres et travaux scientifiques. Genève, 1915.
- Douze méditations à propos de l'Apocalypse. Genève: H. Robert, 1916.
- Georges Berguer; William Cuendet; Charly Clerc: Les deux spiritualismes: Trois conférences. Lausanne: Impr. coopérative La Concorde, 1917.
- Quelques traits de la vie de Jésus: au point de vue psychologique et psychanalytique. Genève: Édition Atar, 1920.
- Some aspects of the life of Jesus from the psychological and psycho-analytic point of view. London: Williams, 1923.
- A propos de la Résurrection de Jésus et l'orientation du problème à l'heure actuelle: Georges Berguer. Genève: Georg & Cie, 1935.
- Un mystique protestant: Auguste Quartier-La-Tente, 1848-1936. Fragments de son Journal intime. Genève: Libr. Naville, 1937.
- Pour le Dieu qui parle, contre ceux qui font parler leur dieu: conférence. Genève: Georg, 1942.
- Problèmes de la révélation. Genève: Georg & Cie., 1942.
- Deux récits de la création et un récit du paradis perdu. Genève: Labor et fides, 1945.
- Traité de psychologie de la religion. Payot, 1946.